# Aires de Ornelas
Aires de Ornelas e Vasconcelos OTE • GOTE • MPVM • CvA • OA • ComA • GOA • ComSE • GCIC • 2 MRDA (Funchal, Santa Cruz, São Lourenço, Camacha, 5 de Março de 1866 — Lisboa, Santos-o-Velho, Rua das Janelas Verdes, 14 de Dezembro de 1930), mais conhecido apenas por Aires de Ornelas, 1.º Senhor de Dornelas e do Caniço, 15.º Senhor do Morgado do Caniço, na Ilha da Madeira, foi um militar, escritor e político do último período da Monarquia Constitucional Portuguesa. Como militar destacou-se nas Campanhas de Conquista e Pacificação das colónias portuguesas de África. Após a Implantação da República Portuguesa foi lugar-tenente do rei D. Manuel II de Portugal, então no exílio, representando-o perante as forças monárquicas no país e junto das instituições da Primeira República Portuguesa. Foi um dos mais devotados africanistas portugueses, governador-geral de Moçambique (1896 a 1898) e Ministro da Marinha e Ultramar do governo presidido por João Franco (1906 a 1907) e publicou diversos trabalhos sobre as campanhas de África e a experiência de administração colonial portuguesa.
Para além dos seus estudos militares, interessou-se pela escrita, tendo fundado em 1893 a Revista do Exército e da Armada, em colaboração com outros alunos da Escola do Exército, da Escola Naval e com militares no activo. Foi um dos mais assíduos colaboradores daquele periódico. Foi também colaborador e depois director do Jornal das Colónias; também colaborou  no jornal O Correio: Semanário Monárquico  (1912-1913) e, anos mais tarde, na revista Ideia Nacional  (1915).

## Biografia
Aires de Ornelas e Vasconcelos foi filho sucessor do Deputado e Conselheiro Agostinho de Ornelas e Vasconcelos Esmeraldo Rolim de Moura e Teive e de sua mulher D. Maria Joaquina de Saldanha da Gama, pertencendo pelo lado paterno a uma das mais antigas e distintas famílias madeirenses, a dos Senhores do Morgado do Caniço. Pelo lado materno era neto dos 8.ºs Condes da Ponte.
Foi muito cedo para Lisboa, fazendo os seus estudos secundários no Colégio de Campolide, um estabelecimento da Companhia de Jesus frequentado pelos filhos da elite portuguesa. Concluídos os estudos secundários frequentou os estudos preparatórios ministrados na Escola Politécnica de Lisboa e ingressou no curso de Estado-Maior da Escola do Exército. Concluiu o curso em 1889, ano em que foi despachado Alferes da Arma do Estado-Maior do Exército Português.
Foi promovido a Tenente em 1892 e em 1895, a convite do então Capitão do Estado Maior Eduardo Costa, foi enviado para Lourenço Marques, integrado na expedição liderada por António Enes que naquele ano foi enviada para a África Oriental. Em Moçambique, tomou parte nas operações contra o régulo vátua Gungunhana, destacando-se na preparação das colunas que tomaram Marracuene e Inhambane e tendo os seus serviços sido classificados, oficialmente, de relevantes. Revelou-se um militar exímio, alcançando grande reputação no Exército e junto da opinião pública. Destacou-se no combate de Marracuene pela sua valentia e sangue frio, qualidades que confirmou nos combates de Coolela.
Essas qualidade fizeram com que Mouzinho de Albuquerque, nomeado para o cargo de governador-geral de Moçambique, demonstrasse depois grande estima e consideração por Aires de Ornelas, o que viria a resultar na sua nomeação em 1896 para Chefe do seu Estado-Maior. Mouzinho de Albuquerque refere-se a ele como sendo "o oficial mais completo que tinha conhecido, possuindo todas as qualidades de oficial de cavalaria de campanha e de oficial de Estado-Maior". Estes louvores valeram-lhe a promoção ao posto de Oficial Capitão do antigo Corpo de Estado Maior no ano de 1897.
Foi agraciado com a Medalha da Rainha D. Amélia Moçambique 1894-1895 e Macontene 1897.
Quando em 1898, Mouzinho de Albuquerque terminou a sua comissão em Moçambique, regressou a Portugal, onde reatou a sua colaboração na Revista do Exército e da Armada e no Jornal das Colónias. Entretanto, a fama que granjeara em África garantiu-lhe reconhecimento público e a sua aceitação como detentor de grandes conhecimentos sobre assuntos coloniais. Foi, posteriormente, eleito Deputado da Nação às Cortes.
A 11 de Agosto de 1900, nas vésperas do seu casamento, foi feito 1.º Senhor de Dornelas (no Concelho de Amares) e do Caniço (no Concelho do Funchal) (Diário do Governo, n.º 181, 14 de Agosto de 1900). A 15 de Agosto de 1900 casou no Lumiar, em Lisboa, com D. Maria de Jesus José Ana Joaquim de Sousa e Holstein Beck (Lisboa, Alcântara, 18 de Setembro de 1873 - depois de 1942), que em Monarquia seria Representante do Título de Marquesa de Sesimbra, filha do 1.º Marquês de Sesimbra, de quem não teve descendência.
Esse mesmo reconhecimento público levou a que em Abril de 1901 assumisse a direcção política do Jornal das Colónias. Nesse mesmo ano foi feito Par do Reino por direito hereditário, assumindo o seu lugar na Câmara dos Pares.
Os seus conhecimentos em matéria colonial fizeram com que fosse escolhido para representar Portugal no Congresso Militar que decorreu em Madrid por ocasião do Quadricentenário de Cristóvão Colombo. As mesmas razões levaram a que fosse nomeado mais tarde delegado técnico na Conferência de Haia de 1899 de onde saíram os primeiros tratados internacionais sobre leis e crimes de guerra.
Quando se levantou a questão das fronteiras orientais de Angola, no âmbito da chamada questão do Barotze, foi escolhido, com o almirante Hermenegildo Capelo e o capitão-de-fragata Ernesto de Vasconcelos, para em 1900 integrar a comissão técnica que discutiu com os britânicos os limites do Barotze. Tão bem se houve nesta comissão que foi feito Comendador da Real Ordem Militar de Sant'Iago da Espada.
A convite de João de Azevedo Coutinho, ao tempo Governador-Geral de Moçambique, em 1905 desempenhou o cargo de Governador do Distrito de Lourenço Marques, cargo onde se manteve por apenas oito meses. Tendo regressado a Lisboa, colaborou em diversos periódicos, assumindo a direcção do Diário Nacional, cargo que manteve durante alguns anos.
Quando em Maio de 1906 o Partido Regenerador-Liberal, liderado por João Franco, foi chamado por D. Carlos I para formar governo, coube a Aires de Ornelas o cargo de Ministro de Estado e Secretário de Estado da Marinha e Ultramar. Nestas funções, em 1907, acompanhou S. A. R. o Príncipe Real D. Luís Filipe na sua viagem às colónias da África, visitando Cabo Verde, Angola e Moçambique. Teve, também, o título de Conselheiro de Sua Majestade Fidelíssima a 6 de Junho de 1906 (Diário do Governo, n.º 139, 25 de Junho de 1906) e foi Ajudante-de-Campo Honorário dos Reis D. Carlos I e D. Manuel II e Secretário da 1.ª Secção de Estudos do Conselho General do Exército.
Com o regicídio de 1908 e a consequente queda do governo presidido por João Franco, foi forçado a abandonar o cargo, o que contribuiu para o descontentamento entre os militares, em particular os da Armada, e para a degradação da imagem do regime monárquico perante as forças armadas e em particular os círculos africanistas.
Monárquico convicto, com a implantação da República Portuguesa pediu a demissão de Oficial Tenente-Coronel do Estado Maior, demitiu-se do Exército e abandonou Portugal, residindo em Londres durante algum tempo. Quando as condições políticas permitiram o seu regresso a Lisboa, foi um dos obreiros da reorganização da causa monárquica, sendo nomeado lugar-tenente do Rei D. Manuel II de Portugal, então exilado em Londres, substituindo no cargo, que ocupou durante muitos anos, por iniciativa do monarca, o seu amigo João de Azevedo Coutinho.
Envolvido na tentativa de restauração monárquica de 1919, o episódio da Monarquia do Norte, liderada pelo seu correlegionário Henrique Mitchell de Paiva Couceiro, foi preso durante alguns meses na Penitenciária e no Forte de São Julião da Barra, de onde saiu graças a uma amnistia oferecida aos revoltosos de 1919.
Reingressou na vida política, e em 1918 e 1922 foi, respectivamente, Deputado da Nação na vigência da República pela Madeira e por outro círculo eleitoral.

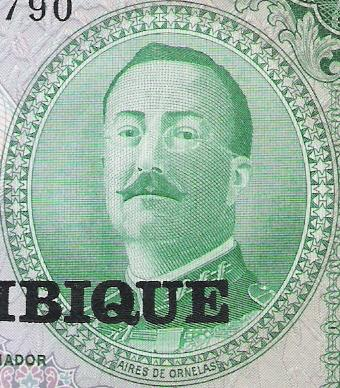
Efígie de Aires de Ornelas numa nota de 100 escudos de Moçambique colonial.

Erigiu em 1927, às suas custas e num terreno do seu Morgado do Caniço, sito na Ponta do Garajau, ilha da Madeira, um monumento ao Sagrado Coração de Jesus, actualmente conhecido como o Cristo Rei da Madeira.
Foi um dos militares mais condecorados do seu tempo, sendo detentor, entre outras condecorações, dos graus de Oficial e de Grande-Oficial da Real Ordem Militar da Torre e Espada, concedida pelos serviços em campanha de Moçambique no ano de 1895, dos graus de Cavaleiro, Oficial a 28 de Setembro de 1903 (Ordem do Exército, 1903, 2.ª Série, n.º 18, p. 278), Comendador a 2 de Outubro de 1905 por proposta do Ministério da Marinha e Ultramar por relevantes serviços que prestou ao Estado na questão da delimitação da fronteira ocidental do Barotze (Diário do Governo, n.º 225, 5 de Outubro de 1905) e Grande-Oficial da Real Ordem Militar de São Bento de Avis, de Comendador da Real Ordem Militar de Sant'Iago da Espada, de Grã-Cruz da Ordem do Império Colonial a 14 de Julho de 1932, e três Medalhas de Prata de Valor Militar (para comemorar a Expedição de Moçambique, 1894-1895; a Expedição contra os Namarrais, 1896-1897; e as Operações de Gaza, 1897), bem como da Cruz de Primeira Classe da Ordem do Mérito Militar de Espanha.
Faleceu na Rua das Janelas Verdes, na Freguesia de Santos-o-Velho, em Lisboa, a 14 de Dezembro de 1930, tendo sido sepultado no Cemitério dos Prazeres, sendo os seus restos mortais transladados para o Cemitério das Angústias no Funchal, a 17 de Fevereiro (ou em Maio) de 1934, onde jaz. Encontra-se em sua memória, uma estátua no Largo da Achada, freguesia da Camacha. É também lembrado na toponímia de diversas localidades, entre elas as cidades de Lisboa e do Porto. Foi impressa uma nota de 100$00 de Moçambique com a sua imagem.